# بيت العاهمي (كشر)
بيت العاهمي هي إحدى قرى عزلة انهم الشرق بمديرية كشر التابعة لمحافظة حجة، بلغ تعداد سكانها 127 نسمة حسب تعداد اليمن لعام 2004. وتنتمي هذه القبيله الأ  االإمام علي وقد حفت مشجر أبناء العاهمي بعض المتطفلين